# Funktionsvariation
Funktionsvariation syftar ibland felaktigt på funktionsnedsättning, men ordet har egentligen en vidare innebörd och beskriver en persons unika uppsättning förmågor och funktionssätt, oberoende av om detta innefattar funktionsnedsättningar. Utgångspunkten är individens samlade funktionsförmåga, i stället för enskilda funktionsnedsättningar eller de specifika svårigheter som orsakas av en viss funktionshindrande miljö.

## Konnotationer
Ordet funktionsvariation har konnotationer av mångfald och tolerans och betonar att alla människor har olika sätt att fungera fysiskt och mentalt. Att alla människor skiljer sig åt är på samma gång något som binder dem samman, oavsett om de har en funktionsnedsättning, funktionsförhöjning eller genomsnittliga förmågor. Ord som funktionsnedsättning eller funktionsförhöjning kan uppfattas som värderande och att de antyder avsteg från det önskvärda och normala, vilket kan undvikas genom att benämna allt som funktionsvariationer.  
I och med att alla människor har en funktionsvariation så används begreppet ofta i avdramatiserande och utjämnande syfte av organisationer som verkar för dem som fysiskt, psykologiskt eller kognitivt avviker från normen och därmed riskerar stigmatisering. Även om det är vanligt förekommande att begreppet funktionsvariation används istället för ordet funktionsnedsättning så ska det betonas att de två orden inte är synonymer. Begreppet kan lika gärna användas för att benämnda funktionsförhöjningar, exempelvis högkänslighet eller särskild begåvning.
En vanligt förekommande kritik mot det ökande bruket att byta ut ordet funktionsnedsättning mot funktionsvariation är att det riskerar att förminska de hinder och behov som finns. Eftersom alla människor har funktionsvariationer så tillför benämningen ingen information i sig.